# Charleston (Tennessee)
Charleston é uma cidade localizada no estado norte-americano de Tennessee, no Condado de Bradley.

## Demografia
Segundo o censo norte-americano de 2000, a sua população era de 630 habitantes.
Em 2006, foi estimada uma população de 651, um aumento de 21 (3.3%).

## Geografia
De acordo com o United States Census Bureau tem uma área de
2,6 km², dos quais 2,5 km² cobertos por terra e 0,1 km² cobertos por água. Charleston localiza-se a aproximadamente 218 m acima do nível do mar.

## Localidades na vizinhança
O diagrama seguinte representa as localidades num raio de 20 km ao redor de Charleston.